# Báránd
Báránd es un pueblo ubicado en el distrito de Püspökladány, en el condado de Hajdú-Bihar, Hungría.

## Superficie
Posee una superficie de 42,57 kilómetros cuadrados.

## Demografía
Hasta 2019 la población era de 2484 habitantes, con una densidad de población de 58,35 habitantes por kilómetro cuadrado.